# Gyropalette

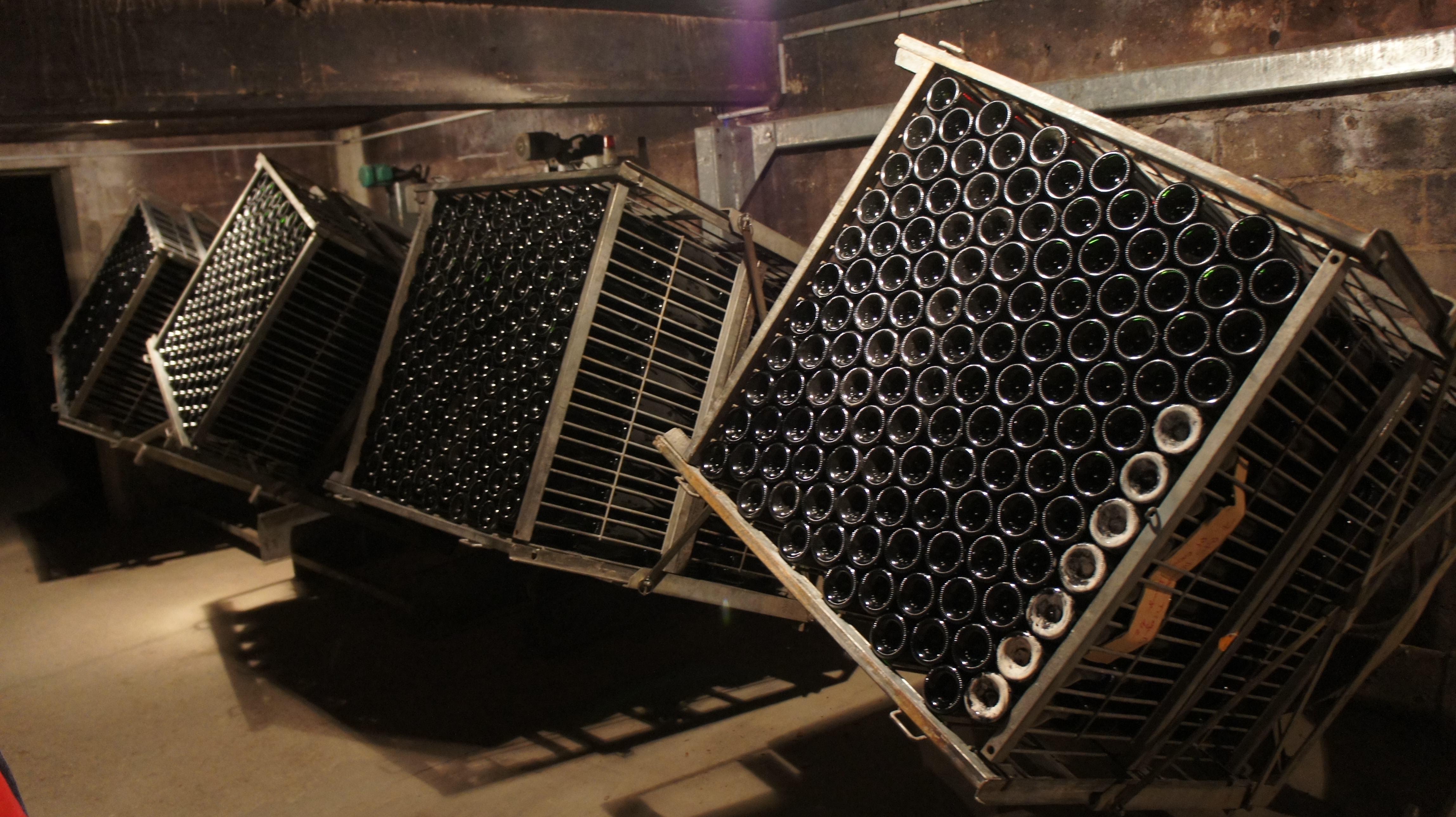
Gyropalettes dans une cave.

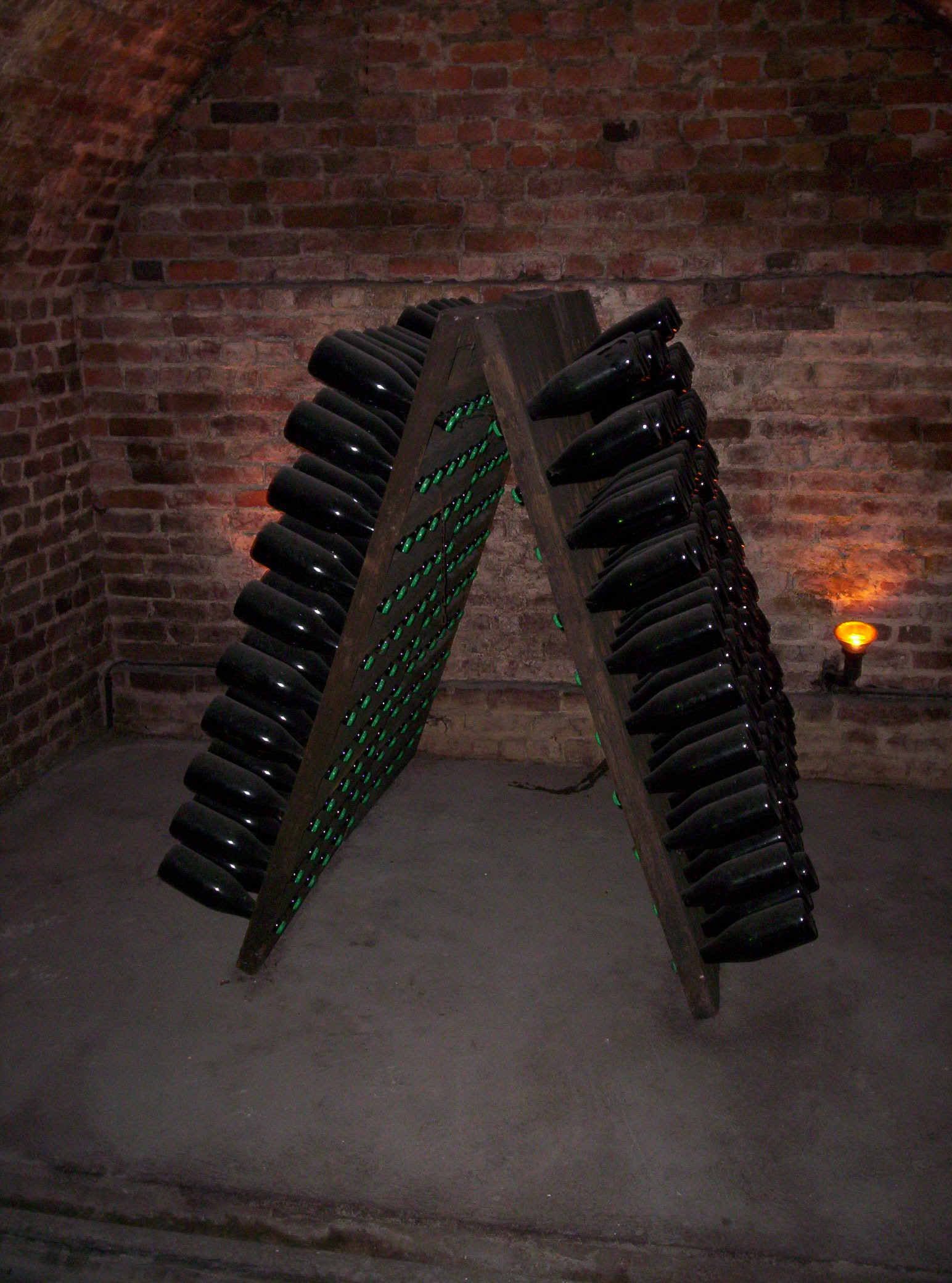
Pupitre à dégorgement.

Le Gyropalette est une machine utilisée dans la fabrication du vin mousseux, notamment celle du Champagne. Son utilisation intervient lors de la seconde fermentation dans la bouteille.
Le Gyropalette est une machine automatisée faisant partie des équipements courants des caves élaborant les Champagnes, Crémants et vins mousseux. Il remplace la manipulation ancestrale sur pupitre effectuée manuellement.
Il effectue automatiquement le remuage des bouteilles : étape clé en fin de vieillissement en cave et avant le dégorgement qui a pour but de concentrer le dépôt, formé par la 2e fermentation, dans le goulot de la bouteille tout en conservant une grande limpidité du vin. Une série de plusieurs dizaines de mouvements progressifs de faible amplitude de rotation et d’inclinaison des bouteilles composent le programme de remuage dont la durée varie de 2 à 5 jours. Au début du remuage les bouteilles sont horizontales, en fin de remuage elles sont verticales cols en bas.
Le Gyropalette est associé à une caisse métallique contenant 504 bouteilles. Les manipulations de bouteilles sont éliminées, les manutentions se font par chariot élévateur. Le Gyropalette et les caisses de remuage permettent un gain important de temps et d’espace en cave sans concession pour la qualité des vins élaborés.
Gyropalette est une marque déposée par la société Oeno Concept,.

## Historique
Le remuage manuel nécessite une manipulation bouteille par bouteille. La caisse de remuage d’une contenance de 500 bouteilles a été inventée en 1968 par Claude Cazals et Jacques Ducoin, elle a permis de travailler un lot important de bouteille par chariot élévateur.
Le Gyropalette est issu de la collaboration entre les inventeurs de la caisse et Mrs Pierre Martin et Georges Hardy. Ce n’est qu’à partir de 1972 que cette machine a convaincu la profession en parallèle avec l’amélioration des produits œnologiques et maitrise des conditions de tirage.
Différentes générations de Gyropalette ont depuis été développées pour répondre aux besoins des caves du monde entier. Selon les modèles, les Gyropalette remuent 1 / 2 / 4 ou 6 caisses à la fois.
Actuellement, la majorité des vins effervescents est produite avec l'utilisation de Gyropalettes, y compris le Champagne, sauf pour les très petites structures et les vins d'exception.